# Sclerolaena tricuspis
Sclerolaena tricuspis är en amarantväxtart som först beskrevs av Ferdinand von Mueller, och fick sitt nu gällande namn av Oskar Eberhard Ulbrich. Sclerolaena tricuspis ingår i släktet Sclerolaena och familjen amarantväxter. Inga underarter finns listade i Catalogue of Life.